# Борисов, Сергей Ренатович
Сергей Ренатович Борисов (родился 26 декабря 1953, Серпухов, Московская область) — экономист, философ.

## Биография
Родился в городе Серпухов Московской области 26 декабря 1953 года. Получил образование в МВТУ им. Н. Э. Баумана по специальности «Конструирование и производство электронно-вычислительной аппаратуры» на дневном отделении (1978 год выпуска). В 1990 году прошел курс «Ситуационный анализ» Гарвардской школы бизнеса. Окончил с отличием в 1991 году Всесоюзную Академию внешней торговли по специальности «Международные экономические отношения», а затем стажировался в Оксфордском университете.
Председатель попечительского совета Общероссийской общественной организации малого и среднего предпринимательства «ОПОРА РОССИИ», заместитель председателя Общественного совета при ФНС России, член Совета по Общественному телевидению России, член Попечительского совета Некоммерческого партнерства содействия развитию экономических отношений "Национальный деловой центр форума «Азиатско-тихоокеанское экономическое сотрудничество», член попечительского совета Общероссийской общественной организации «Ассоциации юристов России», член Президентского совета Российско-германской внешнеторговой палаты, член Российского Совета по международным делам, руководитель российской части рабочей группы по сотрудничеству в области малого и среднего предпринимательства смешанной межправительственной комиссии по торговле и экономическому сотрудничеству между Российской Федерацией и Швейцарской конфедерацией, профессор кафедры «Теории и практики взаимодействия бизнеса и власти» НИУ ВШЭ, президент автономной некоммерческой организации дополнительного образования «Школа технологического предпринимательства».
Женат. Имеет двоих детей: сын и дочь.

## Ключевые должности
- 1992 г. — консультант ООН по промышленному развитию (ЮНИДО).
- 1998-2009 гг. — президент Российского топливного союза.
- 2002-2012 гг. — президент Общероссийской общественной организации малого и среднего предпринимательства «ОПОРА РОССИИ».
- 2011—2014 гг. — вице-президент Сбербанка России по развитию малого бизнеса.
- С 2007 г. — профессор кафедры «Теории и практики взаимодействия бизнеса и власти» Высшей школы экономики.
- 2011-2018 гг. — заведующий кафедрой «Инновационное предпринимательство» МГТУ им. Н. Э. Баумана.
- С 2011 г. — член состава Общественного совета ФНС России, ныне — заместитель председателя.[3]
- с 2012 г. — Председатель Попечительского совета Общероссийской общественной организации малого и среднего предпринимательства «Опора России».[4]

## Награды
- Орден «За заслуги перед Итальянской Республикой» (2011)[5]
- Медаль «В память 850-летия МОСКВЫ» - А № 0579750 (Указ Президента РФ от 26.02.1997г.).
- Орден Дружбы (Указ Президента  РФ  № 422 от 17.04.2009г. о награждении государственными наградами РФ).
- Благодарность Президента РФ за большой вклад в развитие институтов гражданского общества и обеспечение зашиты прав и свобод человека и гражданина 30.04.2008г.
- Благодарность Президента РФ (№ 290-рп 01.08.2012г.) за активное участие в избирательной кампании по выборам Президента РФ 01.08.2012г.
- Почетная грамота Президента РФ (№ 245-рп от 19.06.2013г.) за достигнутые трудовые успехи, многолетнюю добросовестную работу и активную общественную деятельность).
- Благодарность  Президента РФ за заслуги в развитии малого и среднего предпринимательства, активную общественную деятельность.
- Юбилейная медаль «300 ЛЕТ ПРОКУРАТУРЕ РОССИИ» (Указ Президента РФ от 20.04.2021г. № 229).
- Орден Почета (Указ Президента РФ №713 от 07.10.2022г.)

## Избранные научные труды
- С.Р. Борисов, В.Н. Васильев «Основы предпринимательства и организации производства: Учебное пособие/Под ред. Про. В.Н. Васильева.- М.: «Издательство Машиностроение-1», 2000. -752 с.
- Борисов С. Р., Коробец Б. Н. Инженерное образование, бизнес и управление интеллектуальной собственностью //Высшее образование в России. — 2015. — №. 4.[6]
- Борисов С. Условия и факторы развития малого предпринимательства в регионах России //Экономическая политика. — 2006. — №. 4. — С. 31-38.
- Борисов С. Р., Крылова Д. В. Оказание государственных услуг бизнесу в электронном виде — анализ международной практики. М.: ГУ-ВШЭ, 2010